# きりせんしょ
きりせんしょ（きりせんしょ）とは、岩手県で食されている和菓子。餅菓子の一種である。

## 概要
主に、県央部（盛岡市,花巻市,紫波町,遠野市など）で食されている菓子である。食材、製法、形態など各地によって様々であるが、お祝い事（特に桃の節句）で、仏壇やひな壇に飾ったり、家族総出で作ったりする所は共通している。

## 各地の「きりせんしょ」
盛岡市では、水田地帯を中心に食べられており、かつては桃の節句の時期になると、女の子はこの料理を必ず作らされたと言われる。現在も盛岡市では桃の節句や結婚式等で行事食として市販されている。花巻市のきりせんしょは、饅頭系統のもののほか、砂糖味を抑えて素材の風味を重視するゆべし系統のものがある。盛岡市、花巻市（饅頭系統のもの）、紫波町のきりせんしょは1997年（平成9年）に岩手県の伝統料理として認定され、花巻市のゆべし系統のものも翌1998年（平成10年）に岩手県の伝統料理として認定された。